# Soul Militia

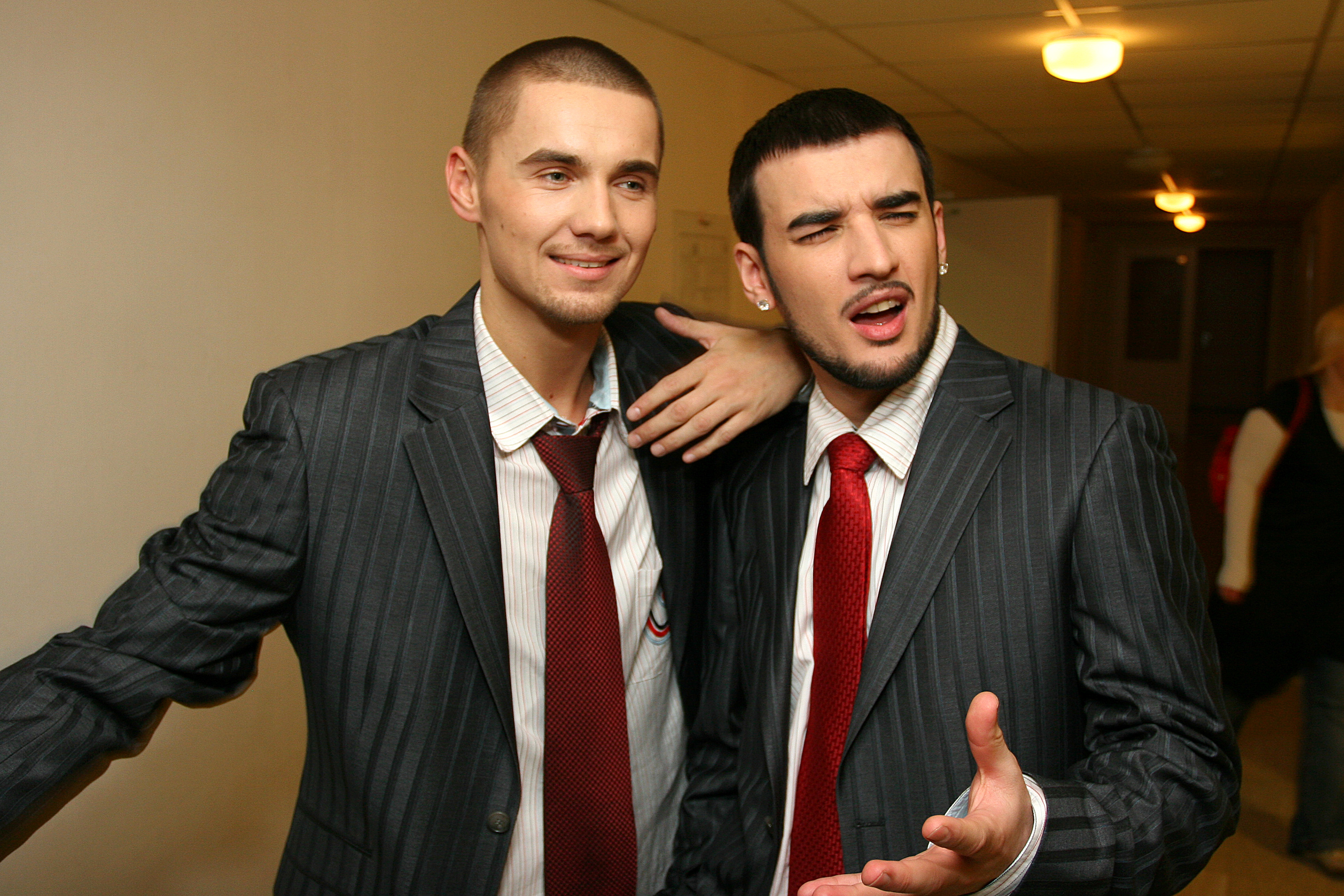
Lowry és Craig (2007)

Soul Militia (2002-ig 2XL) észt hiphopegyüttes.

## Az együttes karrierje
A szélesebb közönség számára a 2001-es Eurovíziós Dalfesztivál megnyerésével váltak ismertté, ahol Tanel Padar és Dave Benton háttérénekesei voltak. A győztes dal címe Everybody volt. Az együttes tagjai Lauri Pihlap ("Lowry"), Sergei Morgun ("Semy") és Kaido Põldma ("Craig"). Egy negyedik tag, Indrek Soom ("Ince") 2004-ben vált ki a zenekarból.
A 2XL-t eredetileg Morgun és Soom alapította 1997-ben.
2007-ben részt vettek a dalverseny észt nemzeti döntőjén My Place című dalukkal, de nem sikerült nyerniük.

## Diszkográfia

### Albumok
- 2002: On the Rise
- 2004: Silence Before the Storm

### Dalok
- 2002: Whutcha Want
- 2002: Mind Made Up
- 2003: Freak In Me
- 2003: Hey Mami
- 2004: Say It
- 2004: Tõmbab Käima avec Chalice
- 2005: Never Go Away
- 2006: Tule Kui Leebe Tuul
- 2007: My Face
- 2012: The Future Is Now

## Külső hivatkozások
- Hivatalos honlap (angol nyelven)